# Finala Campionatului Mondial de Fotbal 1954
Finala Campionatului Mondial de Fotbal 1954 a fost meciul decisiv de la Campionatul Mondial de Fotbal din 1954, a cincea Cupă Mondială. Meciul s-a jucat pe Stadionul Wankdorf în Berna, Elveția, pe 4 iulie 1954. În acest meci marea favorită Ungaria a fost învinsă cu 3-2 de mai slab cotata națională a Germaniei de Vest. În Germania, ea este amintită ca „Das Wunder von Bern” („Miracolul de la Berna”). Meciul a fost subiectul unui film german cu același nume.

## Sumarul meciului

Stadionul Wankdorf

| Germania de Vest          | 3 – 2  | Ungaria             |
| ------------------------- | ------ | ------------------- |
| Morlock 10' Rahn 18', 84' | Report | Puskás 6' Czibor 8' |

| Germania de Vest | Ungaria |

| Germania de Vest: |    |                  |
|                   |    |                  |
| P                 | 1  | Toni Turek       |
| F                 | 7  | Josef Posipal    |
| F                 | 3  | Werner Kohlmeyer |
| F                 | 6  | Horst Eckel      |
| M                 | 8  | Karl Mai         |
| M                 | 10 | Werner Liebrich  |
| A                 | 15 | Ottmar Walter    |
| A                 | 16 | Fritz Walter (c) |
| A                 | 20 | Hans Schäfer     |
| A                 | 12 | Helmut Rahn      |
| A                 | 13 | Max Morlock      |
| Antrenor:         |    |                  |
| Sepp Herberger    |    |                  |

| UNGARIA:      |    |                   |
|               |    |                   |
| P             | 1  | Gyula Grosics     |
| F             | 2  | Jenő Buzánszky    |
| F             | 4  | Mihály Lantos     |
| F             | 5  | József Bozsik     |
| M             | 3  | Gyula Lóránt      |
| M             | 6  | József Zakariás   |
| A             | 20 | Mihály Tóth       |
| A             | 11 | Zoltán Czibor     |
| A             | 8  | Sándor Kocsis     |
| A             | 9  | Nándor Hidegkuti  |
| A             | 10 | Ferenc Puskás (c) |
| Antrenor:     |    |                   |
| Gusztáv Sebes |    |                   |

| Arbitrii asistenți: Vincenzo Orlandini Sandy Griffiths |